# Corbula bicarinata
Corbula bicarinata är en musselart som först beskrevs av Sowerby 1833.  Corbula bicarinata ingår i släktet Corbula och familjen korgmusslor. Inga underarter finns listade i Catalogue of Life.